# Ceratonyx satanaria
Ceratonyx satanaria är en fjärilsart som beskrevs av Achille Guenée 1858. Ceratonyx satanaria ingår i släktet Ceratonyx och familjen mätare. Inga underarter finns listade i Catalogue of Life.